# Tango contemporáneo
Tango contemporáneo es un álbum de estudio por el bandoneonista de tango argentino Astor Piazzolla y su Nuevo Octeto, grabado y editado en Argentina, siendo el tercer disco para el sello CBS y el segundo editado durante 1963. El álbum incluye una pequeña grabación entre Ernesto Sábato y Piazzolla.

## Historia
En 1961 se publicó en Buenos Aires Sobre héroes y tumbas de Ernesto Sabato, el libro se convirtió en un éxito. Astor Piazzolla vio en el libro la posibilidad de hacer su propia West Side Story. En junio de 1963 la revista Panorama informó que Astor Piazzolla y Ernesto Sabato estaban preparando una versión musical del libro de este último, Sobre héroes y tumbas, la pieza musical iba a llamarse Suite porteña, con puesta en escena de Saulo Benavente. Se pensó en estrenar la obra en Buenos Aires y París. Sin embargo el vínculo se iría debilitando por una serie de desafortunadas declaraciones de ambos. Sábato ya era algo crítico de ciertas formas del músico.

No estoy en todo de cuerdo con sus ideas musicales, pero lo admiro y lo estimo, y creo que tiene una notable inspiración. Pero creo que la polémica lo ha llevado a extremos que no son los caminos definitivos por los que saldrá el nuevo tango. Es joven y volverá a posiciones menos extremistas que serán definitivas en el nuevo lenguaje tanguistico de Piazzolla. Es absurdo, como pretende esos enemigos hacer hoy el tango como en 1920.
Ernesto Sabato.

El proyecto quedaría trunco luego de una serie de declaraciones ambiguas entre ambos. En una nota periodística, Sábato argumentaba que el sentimiento era una característica fundamental del tango, y que algunos nuevos intérpretes: «han ido lejos y terminaron en ocasiones repudiando el sentimiento mismo, produciendo una música helada o cerebral». Para Piazzolla esta declaración había sido ofensiva, entendiendo que se estaba refiriendo a su música concretamente. El vinculó se rompió y el proyecto cayó al olvido.
Tango contemporáneo es el tercer y último álbum de Piazzolla para la CBS, y el segundo editado en 1963. Incluyó una grabación corta del trabajo entre Sábato y Piazzolla. «La obra será sin duda el intento más original que se haya llevado a cabo en nuestro país, y hasta tanto se ponga en escena, esta introducción servirá para dar una idea del clima general que tendrá», explica Piazzolla en la contratapa, además prosigue hablando sobre él en tercera persona: «admirablemente Piazzolla logra rememorar, con flauta, violín y violonchelo, aquella realidad antigua y patricia en esta otra realidad de hoy en que el bandoneón describe, melancólica y sobriamente, la soledad del protagonista y el misterio de la noche y el amor desdichado».
La «Introducción a Sobre héroes y tumbas» tiene un comienzo cuyos materiales pertenecen a la «Introducción al ángel». Hasta su acelerado y el violín cantábile en el registro superior se hermanan con su antecedente. Podría considerarse una reescritura de aquella pieza notable. La sensación de estar frente a lo mismo es atenuada, esporádicamente, por la potencia del grupo, pero de inmediato salta la presencia de lo ya escuchado y es imposible disociar. La entrada de Sabato, después de una transición en el piano es la que establece un corte melodramático respecto del modelo. «Oh, Dioses de la noche / de la melancolía y del suicidio / oh, dioses de las ratas y las cavernas / de los murciélagos, de las cucarachas», dice el escritor. «Oh violentos inescrutables dioses del sueño de la muerte / oh, dioses de las tinieblas, del incesto y el crimen», añade y se despide repitiendo las últimas palabras. Para este álbum también se recurrió a un artista plástico para ilustrar la portada, Osvaldo Romberg fue el encargado. El Quinteto aparece ampliado con José Bragato en violonchelo, León Jacobson en percusión y Jorge Barone en flauta.
También canta Héctor De Rosas. Además de Sábato, aparece Alfredo Alcón recitando un poema de Diana Piazzolla en «Réquiem para un malandra». Este Octeto en lugar del segundo violín que había utilizado en 1955 incluye flauta y el segundo bandoneón es reemplazado por percusión. El grupo se presentó en «La Noche», el boliche del conductor televisivo Nicolás Pipo Mancera. El propio Piazzolla habla, en las notas publicadas en la contratapa del disco, de «una renovación total de mi estilo como arreglador». Aparecen muchos de los recursos ya probados en el Quinteto pero con un énfasis mayor en el lucimiento instrumental, por ejemplo la parte de flauta en «Divagación» y en el final de un nuevo arreglo de «Lo que vendrá» en el cual su autor reconoce haber «volado» un poco, alejándose de la primera versión por «una necesidad temperamental».
Como en el Octeto anterior, hay pocas piezas nuevas de Piazzolla, solo las cantadas o recitadas, además de tangos clásicos como «Recuerdos de bohemia» y «Milonguita», se incluyen temas de otros autores contemporáneos como «Nosepepe» de Bragato, «Ciudad triste» de Osvaldo Tarantino (quien más tarde formó parte del Quinteto y del Conjunto 9), «Sideral» de Emilio Balcarce. Este Quinteto ampliado fue su formación preferida para sus obras escénicas, como fue un grupo similar con la adición de un percusionista para María de Buenos Aires.

## Lanzamiento y publicaciones
Tango contemporáneo se editó originalmente en Argentina en 1963 por el sello CBS en dos ediciones distintas en sonido monofónico y estereofónico. La portada de la versión uruguaya es simplemente un fondo rojo con letras negras. El álbum estuvo descatalogado por décadas, hasta 1997 cuando se reeditó por primera vez en CD por el sello Columbia en Argentina. Una segunda reedición en CD tuvo lugar en Japón en 2002, y en 2005 en Argentina y Europa se publicó una reedición crítica por Columbia también, con dos tangos extra: «Recuerdo De Bohemia» y «Milonguita».

## Lista de temas
Todas las canciones escritas y compuestas por Astor Piazzolla, excepto donde se indica. 
| Lado A |                                  |                           |          |  |
| N.º    | Título                           | Cantante                  | Duración |  |
| 1.     | «Lo que Vendrá»                  |                           |          |  |
| 2.     | «Divagación»                     |                           |          |  |
| 3.     | «Introducción a héroes y tumbas» | Ernesto Sabato (recitado) |          |  |
| 4.     | «Noposepe» (José Bragato)        |                           |          |  |

| Lado B |                                     |                 |          |  |
| N.º    | Título                              | Cantante        | Duración |  |
| 5.     | «Ciudad Triste» (Osvaldo Tarantino) |                 |          |  |
| 6.     | «Sideral» (Emilio Balcarce)         |                 |          |  |
| 7.     | «Réquiem Para Un Malandra»          | Alfredo Alcon   |          |  |
| 8.     | «Recuerdo De Bohemia - Milonguita»  | Héctor De Rosas |          |  |

| Bonus tracks de la edición crítica de 2005 |                                                        |                 |          |  |
| N.º                                        | Título                                                 | Cantante        | Duración |  |
| 9.                                         | «Recuerdo de Bohemia» (Enrique Delfino, Manuel Romero) |                 |          |  |
| 10.                                        | «Milonguita» (Enrique Delfino, Samuel Linning)         | Héctor De Rosas |          |  |

## Créditos
- Astor Piazzolla - bandoneón
- Kicho Díaz - contrabajo
- José Bragato - violonchelo
- Oscar López Ruiz - guitarra eléctrica
- Jorge Barone - flauta
- Leo Jacobson - percusión
- Jaime Gosis - piano
- Antonio Agri - violín